# Qatar ExxonMobil Open 2022
Il Qatar ExxonMobil Open 2022 è stato un torneo di tennis giocato sul cemento. È stata la 30ª edizione del Qatar ExxonMobil Open, facente parte dell'ATP Tour 250 nell'ambito dell'ATP Tour 2022. Si è giocato nell'impianto Khalifa International Tennis Complex a Doha, Qatar, dal 14 al 21 febbraio 2022.

## Partecipanti

### Teste di serie
| Nazionalità | Giocatore             | Ranking* | Testa di serie |
| ----------- | --------------------- | -------- | -------------- |
| Canada      | Denis Shapovalov      | 12       | 1              |
| Spagna      | Roberto Bautista Agut | 17       | 2              |
| Georgia     | Nikoloz Basilašvili   | 21       | 3              |
| Croazia     | Marin Čilić           | 24       | 4              |
| Regno Unito | Daniel Evans          | 27       | 5              |
| Russia      | Karen Chačanov        | 28       | 6              |
| Kazakistan  | Aleksandr Bublik      | 31       | 7              |
| Sudafrica   | Lloyd Harris          | 35       | 8              |

* Ranking al 7 febbraio 2022.

### Altri partecipanti
I seguenti giocatori hanno ricevuto una wild card per il tabellone principale:
- Malek Jaziri
- Marin Čilić
- Andy Murray

I seguenti giocatori sono entrati in tabellone passando dalle qualificazioni:

- Christopher Eubanks
- Thomas Fabbiano
- Jozef Kovalík
- Christopher O'Connell

### Ritiri
Prima del torneo
- Alex de Minaur → sostituito da  Alex Molčan
- Filip Krajinović → sostituito da  Elias Ymer
- Gaël Monfils → sostituito da  Emil Ruusuvuori
- Lorenzo Musetti → sostituito da  João Sousa
- Jan-Lennard Struff → sostituito da  Jiří Veselý

## Partecipanti al doppio

### Teste di serie
| Nazione     | Giocatore      | Nazione       | Giovatore     | Ranking* | Testa di serie |
| ----------- | -------------- | ------------- | ------------- | -------- | -------------- |
| Croazia     | Nikola Mektić  | Croazia       | Mate Pavić    | 3        | 1              |
| Croazia     | Ivan Dodig     | Nuova Zelanda | Michael Venus | 28       | 2              |
| Paesi Bassi | Wesley Koolhof | Regno Unito   | Neal Skupski  | 40       | 3              |
| Belgio      | Sander Gillé   | Belgio        | Joran Vliegen | 59       | 4              |

* Ranking aggiornato al 7 febbraio 2022.

### Altri partecipanti
Le seguenti coppie hanno ricevuto una wildcard per il tabellone principale:
- Issa Alharrasi /  Illja Marčenko
- Malek Jaziri /  Mubarak Zayid

## Campioni

### Singolare
Roberto Bautista Agut ha battuto in finale  Nikoloz Basilašvili con il punteggio di 6–3, 6–4.
- È il decimo titolo in carriera per Bautista Agut, il primo della stagione.

### Doppio
Wesley Koolhof e  Neal Skupski hanno sconfitto in finale  Rohan Bopanna e  Denis Shapovalov con il punteggio di 7–6(4), 6–1.